# Bo Jonsson Grip
Pour les articles homonymes, voir Jonsson.
Bo Jonsson Grip (né dans les années  1330 - mort le 20 août 1386) est sénéchal du royaume de Suède et le plus gros propriétaire terrien de son époque en Suède et en Finlande.

## Biographie
Son nom apparaît dans les documents suédois pour la première fois en 1354. Il entre au « Conseil privé du Royaume » en 1354, devient vogt de Stockholm dès 1364, chef de la magistrature de l'Östergötland dès 1366, et plus haut fonctionnaire du roi Albert de Suède dès 1369. Dès 1371, il devient sénéchal du royaume de Suède en Finlande et directeur de plusieurs districts administratifs en Suède.
Bo Jonnsson provient de la famille noble des Grip. Ses biens, qu'il a obtenu principalement par les prêts sur gage, comprennent environ un tiers de la Suède et l'ensemble de la Finlande. Il est connu que les grosses sommes d'argent que Bo a déposées en gage auprès de la Maison royale ne proviennent pas de sa propre bourse. Il est visible dans son testament qu'une série de soutiens puissants se sont rangés derrière lui. Ceux-ci ont aidé Bo Jonsson pour des raisons politiques: il devait créer une base de pouvoir qui empêcherait la dynastie mecklembourgeoise de s'étendre davantage en Suède. C'est pourquoi il sépare clairement dans son testament les biens qui sont strictement privés et ceux qu'il a administré pour des raisons politiques.
Dans une chronique du couvent de Vadstena, le pouvoir politique de Bo Jonsson apparaît si fort que le roi Albert de Suède n'a pas pu s'imposer une seule fois contre lui, alors même qu'il a essayé à plusieurs reprises. Dans plusieurs sources contemporaines, Bo Jonsson est décrit comme avide et méchant. Il a ainsi été accusé d'avoir ordonné le meurtre d'un paysans libre pour pouvoir ensuite reprendre ses terres.

## Sources
- (de) Cet article est partiellement ou en totalité issu de l’article de Wikipédia en allemand intitulé « Bo Jonsson Grip » (voir la liste des auteurs).